# Seiran Kobayashi
Seiran Kobayashi (Tokyo, 25 settembre 2004) è un'attrice e cantante giapponese.

## Biografia
Kobayashi apparve per la prima volta in TV in una pubblicità di Calpis nel 2009 e successivamente cominciò ad avere popolarità come attrice bambina in fiction televisive giapponesi come Yōkame no Semi and Natsu no Koi wa Nijiiro ni Kagayaku nel 2010 e Wataru Seken wa Oni Bakari and Namae o Nakushita Megami nel 2011.

## Filmografia

### Film
- You can Dance, Natsu (君が踊る、夏?, Kimi ga Odoru, Natsu) (2010)
- Spotlight (2012)[2]
- Snoopy & Friends - Il film dei Peanuts (2015), Sally Brown[3]
- The Tunnel to Summer, the Exit of Goodbyes (2022), Karen Tōno

### Televisione
- Samayoi Zakura (サマヨイザクラ?) (Fuji TV, 2009)
- Challenged (チャレンジド?) (NHK, 2009)
- Sotsu Uta (卒うた?) (Fuji TV, 2010)
- Yōkame no Semi (八日目の蝉?) (NHK, 2010)
- Rikon Syndrome (離婚シンドローム?) (NTV, 2010)
- Natsu no Koi wa Nijiiro ni Kagayaku (夏の恋は虹色に輝く?) (Fuji TV, 2010)
- Asu mo Mata Ikite Ikō (明日もまた生きていこう?) (TBS, 2010)
- Control: Hanzai Shinri Sōsa (CONTROL〜犯罪心理捜査〜?) (Fuji TV, 2011)
- Wataru Seken wa Oni Bakari (渡る世間は鬼ばかり?) (TBS, 2011)
- Namae o Nakushita Megami (名前をなくした女神?) (Fuji TV, 2011)
- Mi o Tsukushi Ryōrichō (みをつくし料理帖?) (TV Asahi, 2012)
- Ikkyu-san (一休さん?) (Fuji TV, 2012), come Sayo[4]
- Paji (ぱじ?) (TV Tokyo, 2013), come Momo[5]
- Ikkyu-san 2 (一休さん2?) (Fuji TV, 2013)
- Gekiryu: Watashi wo Oboete Imasuka?  (激流～私を憶えていますか？～?) (NHK, 2013)
- Space Dandy (スペース☆ダンディ?, Supēsu Dandi) (Tokyo MX, 2014) – Erssime (voce)
- Peter no Soretsu (ペテロの葬列?) (TBS, 2014) – Momoko Sugimura
- Shuriken Sentai Ninninger (手裏剣戦隊ニンニンジャー?) (TV Asahi, 2015) – Elena

## Discografia

### Singoli
- Toshishita no Otokonoko (agosto 2012), cover della canzone del 1975 delle Candies[6]
- White Love (dicembre 2012), cover della canzone numero uno del 1997 delle Speed[7]

| No. | Titolo                                                                            | Data di realizzazione | Charts     | Charts      | Charts   | Note   |
| No. | Titolo                                                                            | Data di realizzazione | JPN Oricon | JPN Hot 100 | JPN RIAJ | Note   |
| --- | --------------------------------------------------------------------------------- | --------------------- | ---------- | ----------- | -------- | ------ |
| 1   | "Toshishita no Otokonoko (年下の男の子?) (con Kanon Tani come il duo Star Flower) | 1º agosto 2012        | 62         | —           | —        | [ 9 ]  |
| 2   | "White Love" (con Kanon Tani come il duo Star Flower)                             | 26 dicembre 2012      | 131        | —           | —        | [ 10 ] |